# Xingu
Xingu (portugalski: Rio Xingu) velika je desna pritoka Amazone, duga 2 100 km.

## Zemljopisne karakteristike
Xingu se stvara u brazilskim prašumama na visoravni Planalto do Mato Grosso u državi Mato Grosso gdje se spajaju više manjih vodotoka, od kojih su najveći; Curiseu, Batovi i Romuro.
Nakon toga teče pravilno u smjeru sjevera, stalno meandrirajući kroz brazilske države Mato Grosso i Pará da se južno od riječnog otoka Ilha Grande do Gurupá ulije u Amazonu.
Xingu ima slijev velik oko 520 292 km² i prosječni istjek od 9 680 m3/s na svom ušću u Amazonu.
Iako je rijeka na svom ušću široka čak 4 km, i poprilično duboka, plovna je samo 201 km uzvodno, jer je nadalje plovidba nemoguća zbog brojnih brzaka.
Tok rijeke prvi je istražio njemački etnolog Karl von den Steinen 1884. – 1987.
Brazilska vlada je još 14. travna 1958. proglasila velik dio gornjeg toka rijeke Nacionalni park Xingu, s najvećim ciljem da zaštiti lokalna plemena. Krajem 1970-ih na rijeci je izgrađen kompleks hidroelektrana Xingu–Araguaia.

## Vanjske poveznice
- Xingu River na portalu Encyclopædia Britannica (engl.)